# カミーユ・ショータン
カミーユ・ショータン（フランス語: Camille Chautemps、1885年2月1日 - 1963年7月1日）は、フランス第三共和政期の急進派政治家で、三度にわたって閣僚評議会議長（首相）を務めた。

## 来歴

### 若年期
カミーユ・ショータンは有名な急進派政治家の下に生まれ、若いころは法律家としての教育を受けながらアマチュアラグビー選手として活躍し、スタッド・フランセとも戦った。彼は1906年にグラン・オリオン・ド・フランス（フリーメイソンの役職）に就任したが、1938年には政治上の問題からフリーメイソンを脱退した。
彼は、議員のおじであったアルフォンス・ショータンの所属した地元政党へ参加し、多くの急進社会主義政治家に典型的な政治キャリアを積んだ。1912年にトゥールの町評議員に選出され、1919年から25年にかけて町長になった。また1919年から34年の間は下院議員としても活動し、34年から40年の間は上院議員として活動した。ショータンは中道左派政党の急進社会党の中でも、右翼（反社会主義派、自由主義賛成派）の指導的な人物の一人だと考えられていた。1924年から26年の間、彼はエドゥアール・エリオ、ポール・パンルヴェ、アリスティード・ブリアンの下で左派連合内閣のメンバーとして務めた。

### 1930年代

#### 二度の首相
政党間の有能な折衝者として名が知られるようになり、彼はよく中道左派による連立の形成を狙うために利用された。1930年には首相となり、短命ながらも政権を率いた。1934年の選挙で左派が勝利を得ると、彼は内務大臣を経て1933年11月に再び首相となって政権を率いた。しかし、スタヴィスキ事件の発生に伴って自身の内閣閣僚の汚職が暴露され、政権は極右の激しい批判に遭った。1934年1月27日、反政府的な出版物がスタヴィスキの死を政府のもみ消しと断定し、時を同じくしてショータンは内閣総辞職の道を選んだ。

#### 人民戦線内閣
1936年にレオン・ブルムを首班として人民戦線内閣が発足、ショータンは閣外大臣として急進社会党を代表した。彼は1937年6月から1938年3月にかけてブルムの後任として首相に就任した。当時、フランの価値は下がっていったものの、政府の財政は厳しいままであった。彼は人民戦線における問題点を追及し、国内の鉄道を国有化してフランス国鉄への再編を進めた。ところが1938年1月、彼は社会主義者ではなく中道左派の共和主義者からのみ閣僚を選出して新たな内閣を形成、フランス共産党を閣外へ追放した。同年2月、彼は結婚した女性に対して経済的・法的な独立を認め（それまで、妻は自身の夫に対して家計に関する行動を委任していた）、既婚女性の大学進学と銀行口座開設を許可した。政府は第三共和国憲法213条（妻に対して夫への服従を要求する条項）を廃止した一方で、夫が「その世帯の住む住居を選ぶ権利」を持つ「家族のおさ」であるという記述はそのままにした。政権は3月10日に解体された。

#### 第二次世界大戦の接近
ショータンはその後も、エドゥアール・ダラディエとポール・レノーの下で1938年4月から40年5月の間に副首相として内閣に参加した。レノーの辞任によって急進党が閣外へ降りた後も、フィリップ・ペタン内閣の下で再び副首相を務めた。

## 第二次世界大戦
フランスは1939年9月にドイツへ宣戦布告したが、1940年5月にはドイツ軍の猛攻により抵抗は一蹴された。6月5日にダンケルクが陥落したことを受け、フランス軍の敗北は切迫したものとなった。これを受け、ショータンはポール・ボードゥアンと同月8日に会食を行い、即時の停戦とフィリップ・ペタンの首相任命を宣言した。次いで11日の閣議にて、ショータンは絶望的な現状について話し合うためにチャーチルをフランスへ招くことを提案し、13日にチャーチルはトゥールにて会談に臨んだ。15日に内閣は再び閣議を開かれたが、その時間はおおよそドイツとの休戦問題に割かれた。ショータンは当時、現在の膠着状態を打破するために、中立的な立場を取ってナチス・ドイツの条件がどの様なものとなるかを確認するべきであると考えていた。ナチスが高潔な人々であるならば、フランスのことを考慮してくれるであろうし、もしそうでなければ、彼らは継戦を選ぶであろうという考えの下であった。
6月16日、当時ロンドンに亡命中であったシャルル・ド・ゴールはポール・レノーと連絡を取り、フランスとイギリスの国家統合に関するイギリス政府の提案を伝えた。この提案に活気付いたレノーは、イギリス政府の意向を紛糾する閣議へと提出、閣僚のうち5人から賛成を得た。しかし、他の閣僚メンバーはペタンやショータン、ジャン・イバルヌガレらの主張を受けてイギリス政府の提案に反対してレノーの説得に出た。特にショータンやイバルネガレーは、イギリスの提案を受け入れることが、将来的にフランスをイギリスの自治領へと変えさせる手段になりかねないと考えていた。ジョルジュ・マンデルは彼らに、臆病者だと非難を投げかけたが、ショータンやほかの閣僚たちもまたマンデルを小心者だと非難した。レノーがショータンらの提案を受け入れることはなく、彼はそのまま辞任した。

## 戦後
ショータンは、官命を請けてアメリカ合衆国へと渡ったことを機に、ペタンらヴィシー政権との関係を断ち切り、余生の大半をアメリカで過ごした。第二次世界大戦の終結後、フランスの裁判所は彼に対してナチス・ドイツとの協力を理由に、本人欠席のまま禁錮5年の有罪判決を言い渡したが、1954年に恩赦された。

## 参照
1. ↑  Cara, 2011
2. 1 2 3  Griffiths, 1970, pp.197
3. 1 2 3 4  野澤, 2011
4. ↑  Sowerwine, 2018
5. ↑  Griffiths, 1970, pp.231
6. ↑  Griffiths, 1970, pp.235
7. ↑  Griffiths, 1970, pp.239